# (311066) 2004 DC
(311066) 2004 DC est un astéroïde Apollon et aréocroiseur, classé comme potentiellement dangereux. Il fut découvert par LINEAR à Socorro le 16 février 2004.